# Michail Dmitrievič Rjumin
Michail Dmitrievič Rjumin (in russo Михаил Дмитриевич Рюмин?; 1º settembre 1913 – 22 luglio 1953) è stato un politico sovietico.

## Biografia
Inizialmente amministratore di una cooperativa di Arcangelo, fu chiamato alle armi nella II Guerra mondiale e destinato ai servizi della flotta del Mar Bianco. Oggetto di una delazione per aver avuto la mano troppo pesante nell'istruzione d'un affare ai danni d'un corrispondente di guerra, fu chiamato a risponderne e, interrogato da Viktor Abakumov  in persona, ne uscì con una promozione ne divenne il braccio destro. Vicecapo del Ministero della Sicurezza dello Stato sovietico (MGB), orchestrò il "complotto dei medici" nel 1952-53. Il caso venne chiuso dopo la morte di Stalin e Rjumin venne arrestato e condannato a morte.
Alla fine del 1952, Rjumin presentò rapporto al Ministro della Sicurezza dello Stato, Viktor Abakumov, indicando che il professor Yakov Etinger aveva utilizzato pratiche sbagliate nelle cure di Ždanov e Scherbakov, presumibilmente con lo scopo di ucciderli. Quando Abakumov rifiutò di credere a questa storia, nonostante fosse presente ad un successivo interrogatorio di Etinger (Etinger morì sotto interrogatorio la notte successiva), Rjumin scavalcò Abakumov passando direttamente al Comitato Centrale e a Stalin, che giudicarono la storia delle cure sbagliate come parte di una più ampia cospirazione per eliminare la dirigenza sovietica. Come parte di questo complotto dei medici, Abakumov avrebbe dovuto essere arrestato e fucilato, ed anche Berija si sarebbe trovato in pericolo. Comunque, quando Stalin morì, il caso si spense e lo stesso Rjumin venne arrestato. Nel luglio 1953 venne processato a Mosca e fucilato. 
| Controllo di autorità | VIAF (EN) 5483166535900512880006 · LCCN (EN) no2022154786 · GND (DE) 1269631101 |